# 粟嶋神社 (海南市)

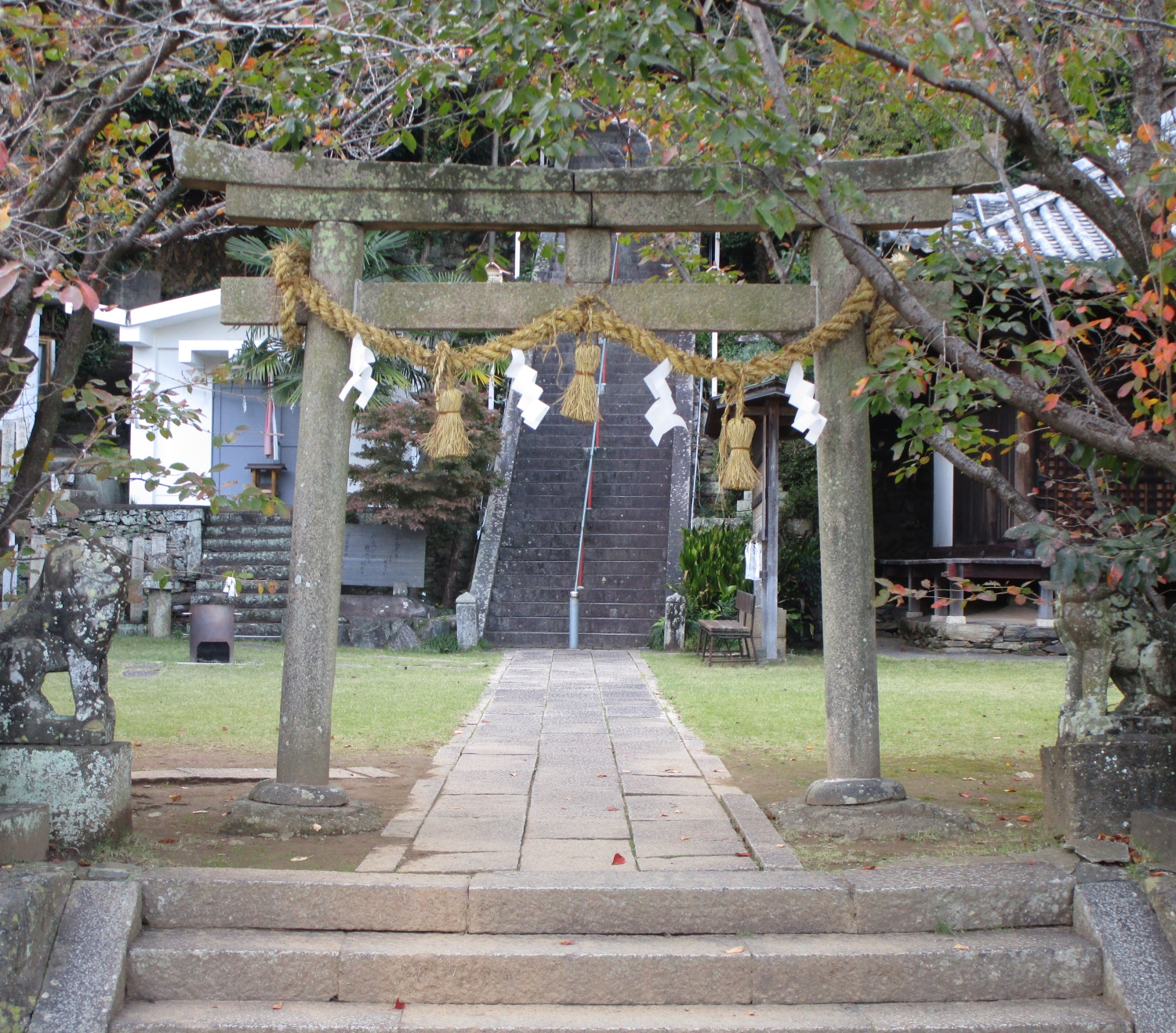
鳥居

粟嶋神社（あわしまじんじゃ）は、和歌山県海南市下津町方に鎮座する神社。
下津港の入江に望む加茂川の支流、宮川左岸の丘陵東中腹に、東面して鎮座する。境内に旧別当寺院である淡嶋山龍泉寺があり、明治の神仏分離を免れた神仏習合時代の名残をとどめている。旧村社。

## 祭神
少毘古那神を祀るが、和歌山市加太に鎮座する淡嶋神社と同神であると伝える。五穀豊穣、海路安全、縁結びの信仰を集め、また古来医療禁厭の神（呪医神）として医薬業者に信仰される他、淡嶋神社同様に婦人病の治癒に霊験ありと関東・東北地方から四国・九州に至る広い信者を有している。また、当神社が淡嶋神社と祭神・信仰を同じくすることに加え、下述する寄り神信仰（漂着神信仰）も共通し、鎮座地も加太・方と共に「かた」と訓むなど（尚いえば共に令制時代の海部郡に属している）、両者の関連性は顕著であり、そこから『紀伊続風土記』は淡嶋神社を勧請したものであろうと考証しているが、もとは当地の海部が信仰した綿津見三神を祀るものであろうとの説もある。
なお、近世には本地仏として虚空蔵菩薩が祀られていた（『紀伊続風土記』）。

## 由緒
社伝によれば、景行天皇2年に少毘古那神が硯浦に漂着し、21戸の村民がこれを近くの森に鎮祭したのに創まるという。当初の鎮座地は海中にあり、干潮時に干潟を伝って参詣したと伝え、後に神功皇后が三韓征伐の折に産気づき、凱旋するまで出産がないようにと当神社に勅使を派遣して祈願することとした際にも、勅使が風浪のために渡島できず、遠くから奉幣せざるをえなかったという。なお、征伐なった神功皇后は凱旋中に船中で誉田別尊（後の応神天皇）を出産し、それを祝って自ら矢の根で少毘古那神と大国主神の神像を刻み、帰朝後に報賽として陣太鼓や着ていた「綾の唐衣」とともに奉納したという。
文永年間（13世紀後半）に硯浦から参拝の便をはかって現在地に遷座し、当時の浜中荘の領家である仁和寺から広い神地が寄進されて社殿荘厳を極め、以来全国津々浦々に信仰が拡大したというが、江戸時代の宝永4年（1707年）に豊後国海部郡米水津（よのうづ）村（現大分県佐伯市米水津）の住人が参拝して奉納した金幣（金箔を施した御幣）3体や、寛政9年（1797年）に上州山田郷（現群馬県桐生市）の信者によって寄進された神橋（海南市指定文化財）が現存している。
明治になると村社に列し、明治末年に周辺の5神社を合祀した。戦後は神社本庁に参加している。

## 祭祀
創祀に関与した21戸の村民の子孫が祭祀を継承、後世には「大頭講」という宮座を結成し、現在も祭典に与っている。境内にある淡嶋山龍泉寺（現在は天台宗）は近世には別当寺であったと記録されているが（『紀伊続風土記』）、下津町上（かみ）にある長保寺との関係が指摘され、その起源は中世にまで遡る可能性があるという。なお、『紀伊続風土記』は当時の神主を宮本氏であると記すが、宮司職は現在も同氏が襲っている。
現在の例祭日は10月13日。4月3日にはひな祭が斎行される。

## 社殿
本殿は方一間の隅木入春日造。屋根は銅板葺で棟に千木・鰹木を置き、向拝は軒唐破風に作る。身舎正面は引違い格子戸とし、3方に擬宝珠高欄付きの縁（大床）を廻らして後方左右に脇障子を構える。
また、切妻造妻入の幣殿と同平入の拝殿（いずれも銅板葺）があり、拝殿の正面1間には向唐破風の拝所を突出させる。他に次節に見る境内社数社があり、石段下に神楽殿と龍泉寺が、鳥居前南の池には石造神橋が架かる。

## 境内社
本殿両側に左脇社（南）の蛭子神社（事代主神）と浜ノ宮神社（天照皇大神）が、右脇社（北）の八幡神社（応神天皇）と百体神社が並んで東面する。社殿は全て方一間春日造銅板葺。その他境内社として稲荷神社（倉稲魂神）、伝神社・八坂神社（祇園天神）、金毘羅神社（崇徳天皇）、厳嶋神社・弁才天神社（市杵島姫命）、戎神社・浜戎神社・牛神社（3社相殿）、道祖神社（猿田彦神）がある。上述のように、多く明治末年に遷祠・合祀されたものである。

## 文化財
（件名後の括弧内は指定年月日）
海南市指定文化財
- 石造神橋（昭和50年（1975年）11月3日） - 社前の池に架かり、「太鼓橋」とも呼ばれる。寛政9年（1797年）8月に上州山田郷の治郎助という信者によって寄進された。かつては社前を流れる宮川に架かり、参道の一部をなしていたが、平成2年（1990年）に宮川の拡幅工事を行うにあたって改修の上、移築された[13]。昭和50年に旧下津町の文化財に指定され、現在は海南市指定文化財となっている。